# Lamborghini Diablo
La Lamborghini Diablo è un'autovettura prodotta dalla casa automobilistica italiana Lamborghini dal 1990 al 2001.

## Nome
Il nome Diablo, che venne scelto con una votazione delle maestranze, deriva, come da tradizione Lamborghini, dal mondo della tauromachia, ed è legato alla leggenda di El Diablo (Il Diavolo in spagnolo), feroce toro allevato dal Duca di Veragua nel XIX secolo, che l'11 luglio 1869 a Madrid si scontrò in un epico combattimento con il famoso torero José Lara Jiménez, detto El Chicorro.

## Sviluppo e contesto
Il progetto Diablo prende forma già nel 1985, quando la Lamborghini assume l'ing. Luigi Marmiroli con la missione di progettare un nuovo modello destinato a rimpiazzare la favolosa Countach, prodotta tra il 1974 e il 1990 in oltre 2.200 unità, e va avanti attraverso fasi alterne per cinque anni. Dopo la diffusione delle prime immagini sulla stampa specializzata nell'estate del 1989, la commercializzazione dei primi esemplari parte nel gennaio del 1990, al prezzo base di 240 000 dollari, ovvero circa 350 milioni di lire dell'epoca.
Il disegno originale di Marcello Gandini viene giudicato troppo aggressivo dai manager Chrysler, che nel 1987 aveva acquistato la Lamborghini dai fratelli franco-libanesi Mimran. Marcello Gandini accetta allora di collaborare  con il Centro Stile della Chrysler, diretto da Tom Gale, per la realizzazione del modello  definitivo, e di  porre la sua firma su tutti i veicoli di produzione.

## Versioni

### Diablo (1990–1994)

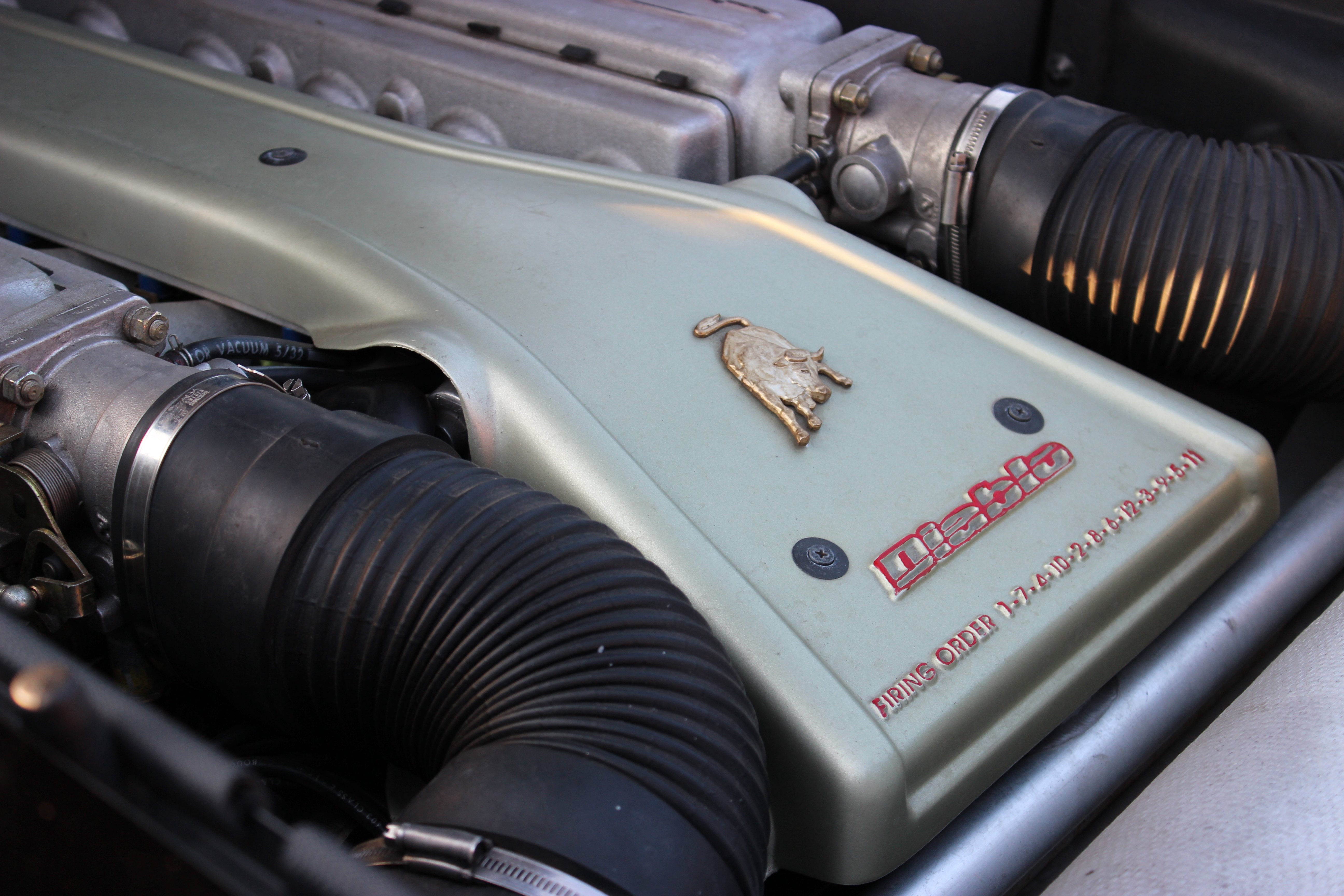
Dettaglio del motore di una Diablo VT; notare la sequenza di accensione dei 12 cilindri nell'ordine 1-7-4-10-2-8-6-12-3-9-5-11

Il lay-out della vettura riprende quello del Countach perché viene ritenuto ideale per aggiungere alla gamma Diablo anche la versione VT che diventerà così la prima supercar a quattro ruote motrici.
Il motore V12 da 5,7 litri di cilindrata con distribuzione a 4 valvole per cilindro e due alberi a camme in testa per bancata, ed iniezione elettronica, venne progettato ex-novo, e battezzato col nome in codice L522.
Le caratteristiche tecniche sono:
- Numero di cilindri      12 a V di 60º
- Alesaggio e corsa      87x80 mm
- Cilindrata totale         5707 cm³
- Rapporto di compressione   10:1
- Potenza massima       361 kW (492 CV) a 6800 giri/min.
- Coppia massima         580 Nm (59 kgm) a 5200 giri/min.

La Diablo esprime subito prestazioni notevoli. Scatta da 0 a 100 km/h in appena 4,09 secondi raggiungendo una velocità massima di 325 km/h, la più alta fino ad allora registrata per una autovettura di serie. Come già sulla Countach, la trazione è posteriore, con il motore centrale installato in posizione longitudinale per migliorare il bilanciamento.
La carrozzeria della vettura è realizzata con diversi materiali: acciaio per il tettuccio, alluminio per le portiere,  i passaruota anteriori, e  i brancardi posteriori, mentre si utilizzarono materiali compositi in fibra di carbonio per gli spoiler anteriore-posteriore,  i cofani, e  i fascioni sottoporta. Anche l'alettone posteriore a richiesta era realizzato in fibra di carbonio e verniciato nel colore della carrozzeria.
La Lamborghini decise di progettare da sé anche l'efficiente sistema di iniezione elettronica che rimpiazzò la batteria di carburatori doppio corpo Weber montati sui 12 cilindri a V della Countach.
Le prime Diablo presentavano una dotazione di serie ridotta all'essenziale: radio-mangianastri di base con lettore CD opzionale, finestrini a manovella, sedili regolabili a controllo manuale e, per ottimizzare il peso del veicolo, nessun sistema ABS per l'impianto frenante. Gli altri optional disponibili, oltre l'aria condizionata, erano il sedile su misura per il guidatore, l'alettone posteriore, un set di valigie a 2.600 dollari e un esclusivo orologio Breguet da 10.500 dollari. Altre caratteristiche distintive di questa prima serie sono gli specchietti retrovisori non in tinta con la carrozzeria, la mancanza di prese d'aria al paraurti anteriore, e il cruscotto di grandi dimensioni posto in posizione molto rialzata rispetto al guidatore, che in alcuni casi poteva creare problemi di visibilità.

### Diablo VT prima serie (1993–1998) e VT Roadster prima serie (1995–1998)

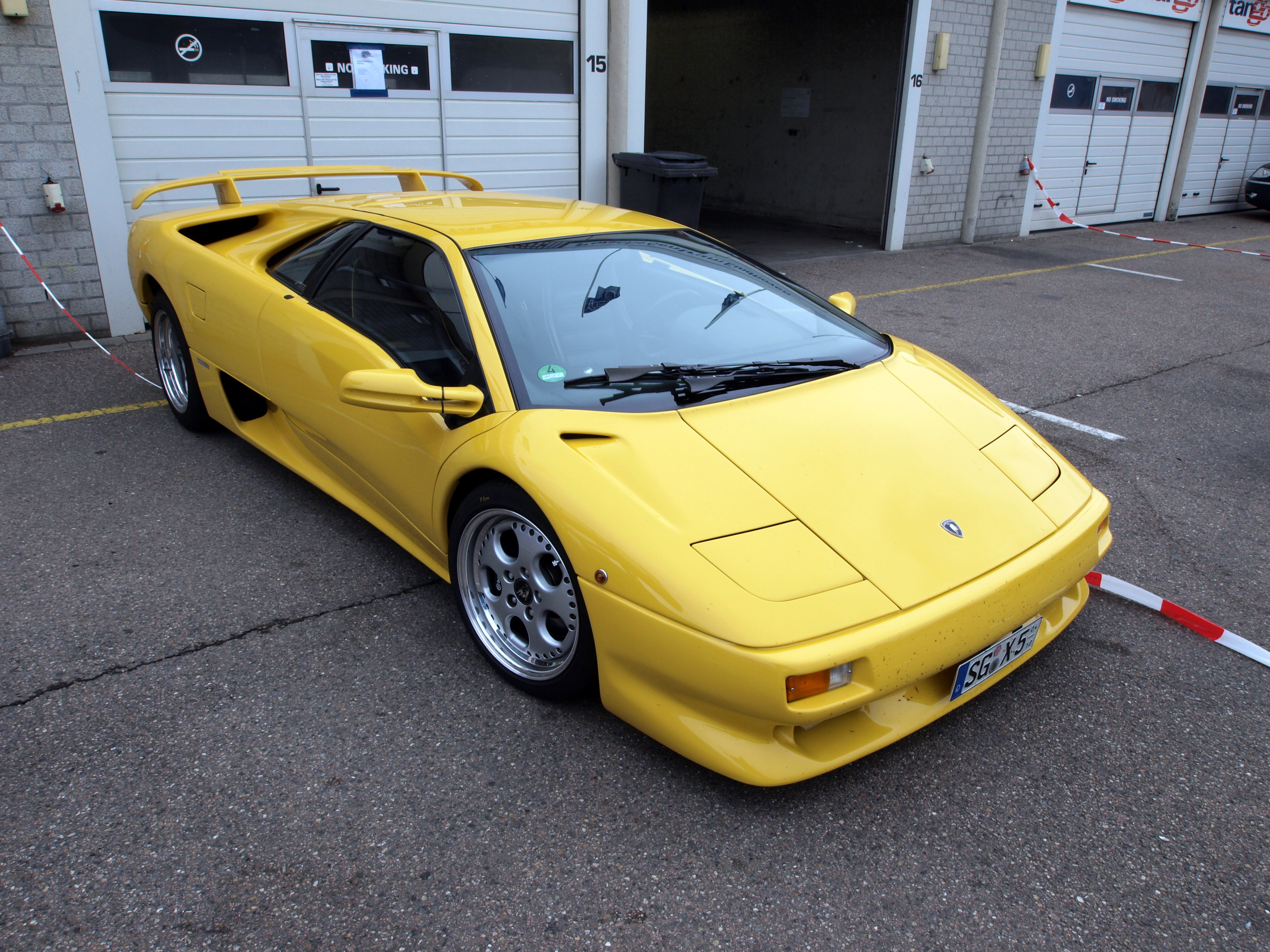
La Lamborghini Diablo VT

Dopo tre anni di miglioramenti minori sul modello originale, per venire incontro alle crescenti aspettative dei clienti del marchio, nel 1993, la casa del Toro presenta una nuova versione, più sofisticata, dell'auto: la Diablo VT, dove VT sta per Viscous Traction. Sulla base della piattaforma iniziale gli ingegneri Lamborghini, guidati dall'allora direttore tecnico Luigi Marmiroli, aggiungono un sistema di trazione integrale ad accoppiamento viscoso in grado di trasferire trazione alle ruote anteriori fino alla quota del 25%, ma solo in caso di perdita di aderenza delle ruote posteriori. La Diablo VT viene dotata inoltre di un nuovo impianto frenante a quattro pistoni di derivazione Brembo, con pinze potenziate all'anteriore, e un nuovo sistema di sospensioni computerizzato a cinque modalità selezionabili dal conducente, con ammortizzatori elettronici messi a punto da Koni. Per migliorare la maneggevolezza e la guidabilità vengono inoltre apportate modifiche a frizione e servosterzo, mentre all'interno vengono ridisegnati plancia e cruscotto. Altre modifiche interessano l'impianto di climatizzazione che viene rinnovato, gli specchietti ora in tinta con la carrozzeria, le prese d'aria sotto le luci fendinebbia (in seguito adottate anche sulla versione a due ruote motrici) e nuovi pneumatici anteriori più stretti, da 235/40 ZR18, mentre i posteriori sono 335/30 ZR18, più adatti alla trazione integrale. Non è ancora disponibile il sistema anti bloccaggio ABS per l'impianto frenante.

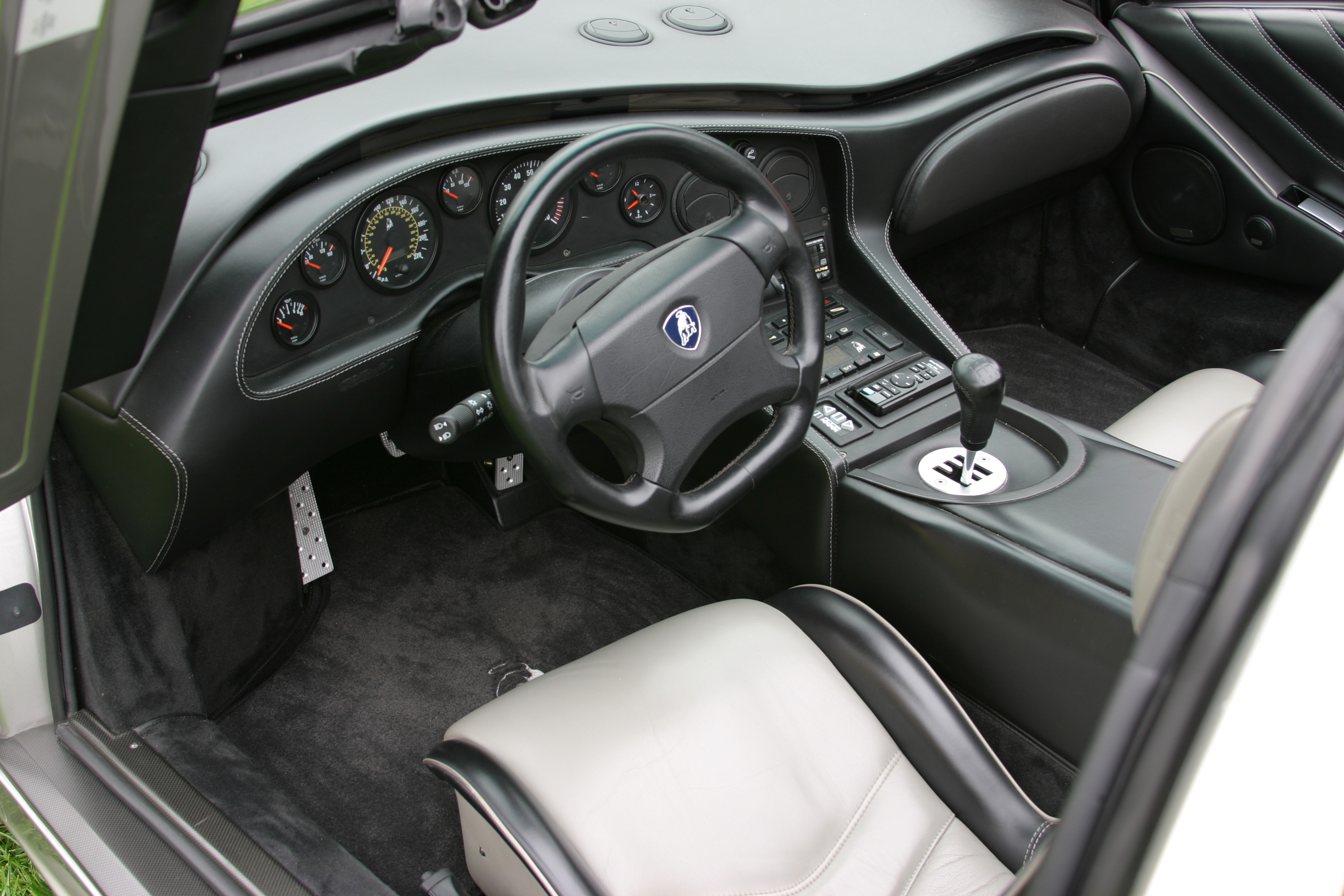
Interni di una Diablo VT

Al salone dell'automobile di Ginevra del 1992, Lamborghini presenta una concept-car in versione aperta direttamente derivata dalla berlinetta. L'accoglienza del pubblico è positiva, tuttavia bisognerà attendere ancora tre anni prima che questo nuovo modello venga rilasciato sul mercato con il nome di Diablo VT Roadster. Le differenze rispetto alla versione coupé non sono di tipo meccanico bensì comprendono, oltre al tettuccio apribile in fibra di carbonio, una nuova configurazione personalizzata per il paraurti anteriore, un cofano motore profondamente modificato nella zona laterale e dei cambiamenti minori alle luci posteriori.

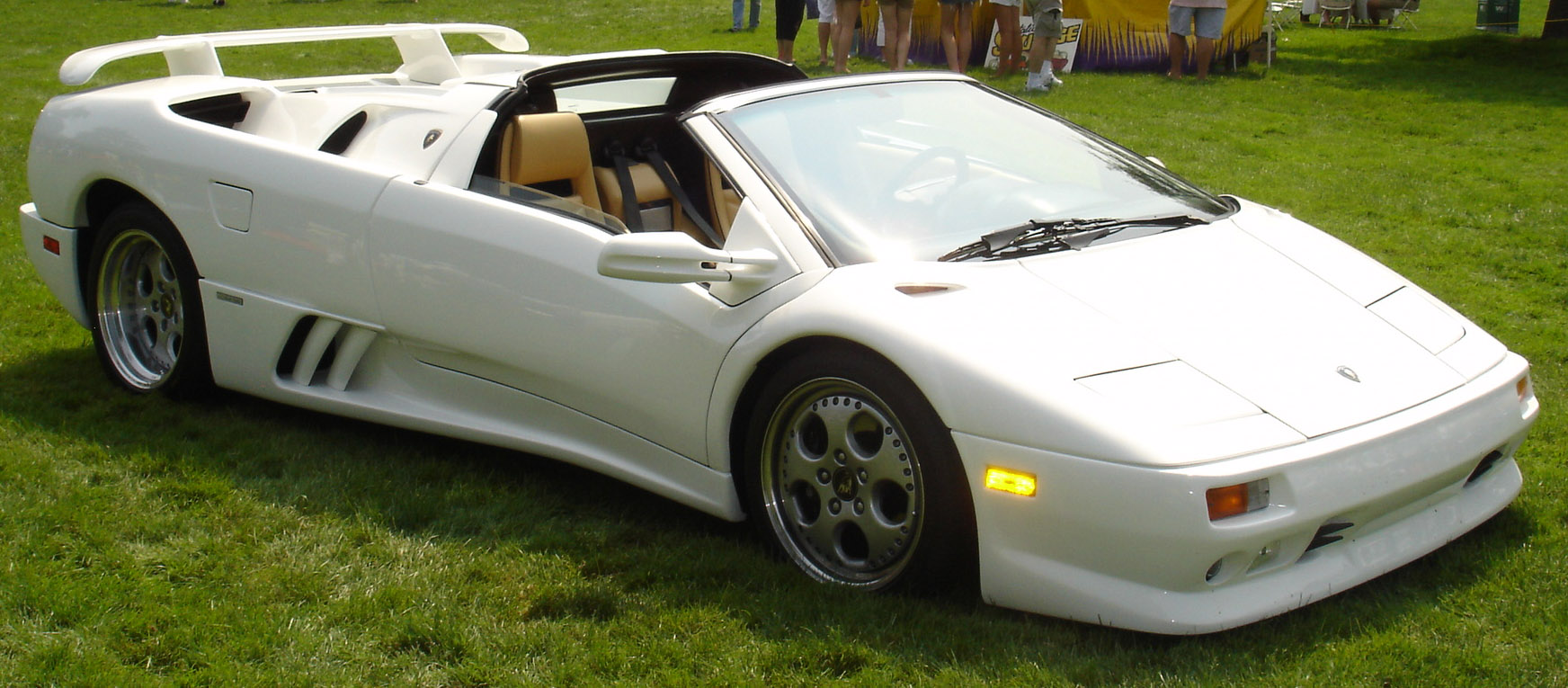
La Lamborghini Diablo VT Roadster

Tra il 1996 e il 1998 vennero realizzati 8 esemplari speciali della VT da parte della Platinium Motors, la concessionaria ufficiale della casa di Sant'Agata Bolognese nella zona di San Diego e della Orange County. Tali modelli, denominati VTTT (Viscous TractionTwin Turbo), erano dotati di turbocompressori Garret T4, nuovo intercooler ed elettronica rivista, tanto da erogare una potenza di 752 CV ed una velocità massima di 353 km/h. Per contenere le nuove prestazioni, la vettura venne dotata di un nuovo impianto frenante maggiorato.

### Diablo SE 30 (1993)

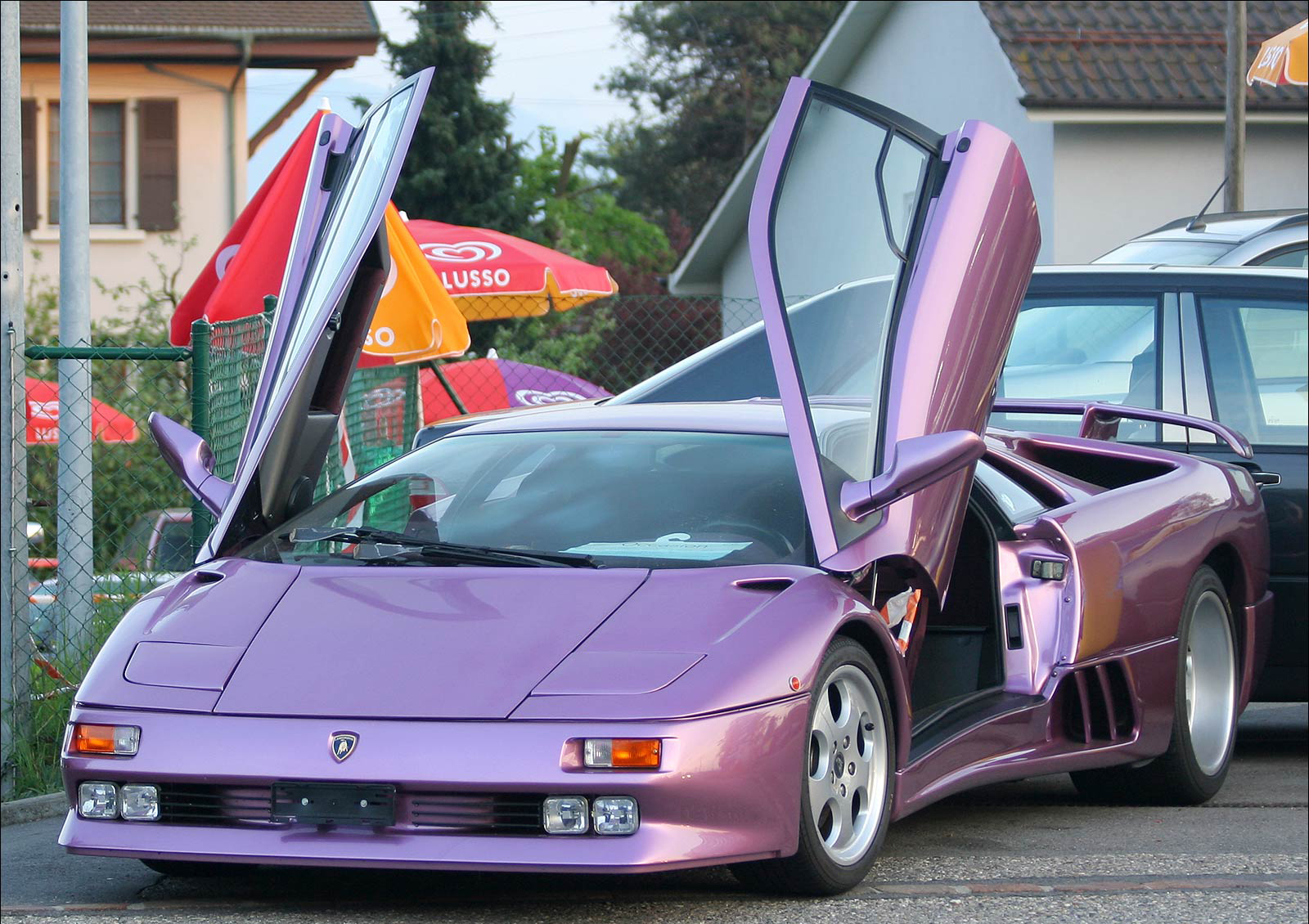
La Lamborghini Diablo SE 30

Nel 1988, per celebrare il 25º anniversario della sua fondazione, la casa di Sant'Agata Bolognese aveva iniziato la produzione della Countach Anniversario. Nel 1993 la Lamborghini si mise di nuovo all'opera per creare una versione speciale della Diablo, in vista del 30º anniversario.
La Diablo SE 30 (dove SE sta per Special Edition) fu presentata nel settembre 1993, ed era concepita espressamente per la pista: questa nuova versione venne alleggerita di circa 125 chilogrammi eliminando buona parte delle dotazioni di serie sulla versione standard. I vetri laterali vennero sostituiti da vetro sintetico; il volante venne ridotto di dimensioni e i sedili fabbricati in fibra di carbonio; anche per gli interni venne utilizzata fibra di carbonio e alcantara, rimuovendo aria condizionata e impianto radio; esternamente, la maggior parte della carrozzeria era ancora in alluminio, ma più parti furono sostituite con 'carbonio'; il cofano motore posteriore fu ridisegnato; venne aggiunto uno spoiler posteriore regolabile; i freni a disco furono maggiorati sia all'anteriore che al posteriore; i cerchi vennero realizzati dalla Pirelli usando una speciale lega di magnesio ultra-leggera. Venne inoltre eliminato l'avanzato sistema a gestione elettronica delle sospensioni della VT, e al suo posto viene installato un particolare sistema di controllo per le barre antirollio, la cui rigidità poteva essere facilmente regolata mediante una manopola posta dentro l'abitacolo. Il motore di 12 cilindri a V di 60º subì importanti modifiche: il sistema di iniezione elettronica fu migliorato, e il motore stesso venne modificato e alleggerito, attraverso l'uso di magnesio per i collettori di aspirazione, e la modifica delle teste dei cilindri.

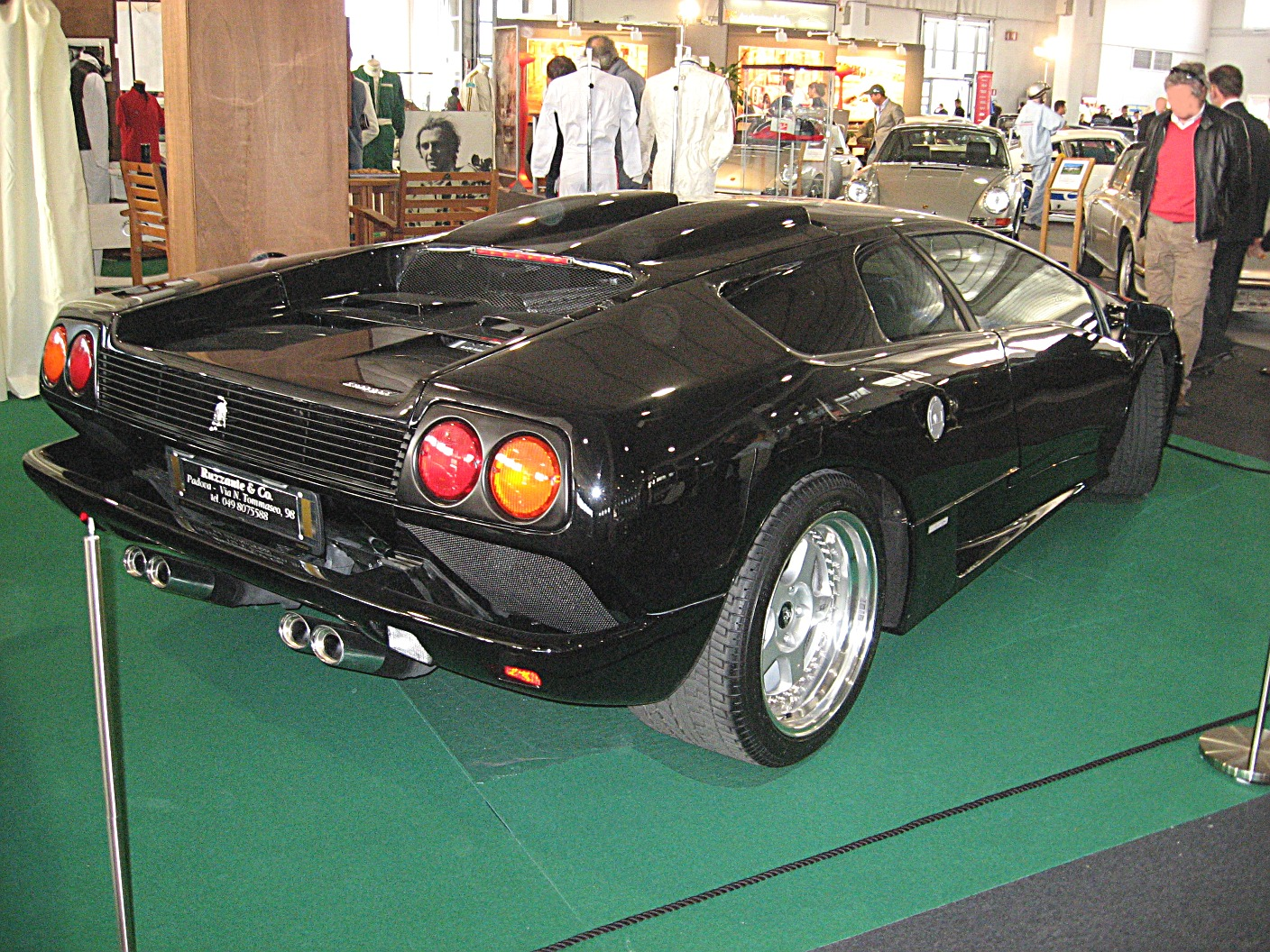
Vista posteriore di una Diablo SE Jota

La potenza del propulsore raggiunse i 525 CV, a 7000 giri/min, garantendo prestazioni rilevanti: la SE 30 necessitava di soli 4 secondi per toccare i 100 km/h con partenza da fermo, e raggiungeva una velocità massima di 331 km/h. La trazione era posteriore. Venne prodotta tra il giugno del 1994 e il novembre del 1995, con un sovrapprezzo del 15% rispetto alla Diablo VT in produzione in quel momento.
Inoltre, su 15 delle 150 unità venne reso disponibile uno speciale kit chiamato Jota per permettere la partecipazione ai campionati GT, anche se nessuna delle 15 vetture gareggiò mai in alcuna competizione ufficiale. La SE 30 Jota disponeva di una potenza di 600 CV a 7300 giri/min, grazie ad ulteriori modifiche al sistema di iniezione elettronica: le uniche differenze visibili tra questa versione e la SE 30 "normale" erano la copertura del motore, caratterizzata da due grosse prese d'aria affusolate per migliorare il raffreddamento, e il logo "Jota" apposto sul retro della vettura.

### Diablo SV prima serie (1995–1998)

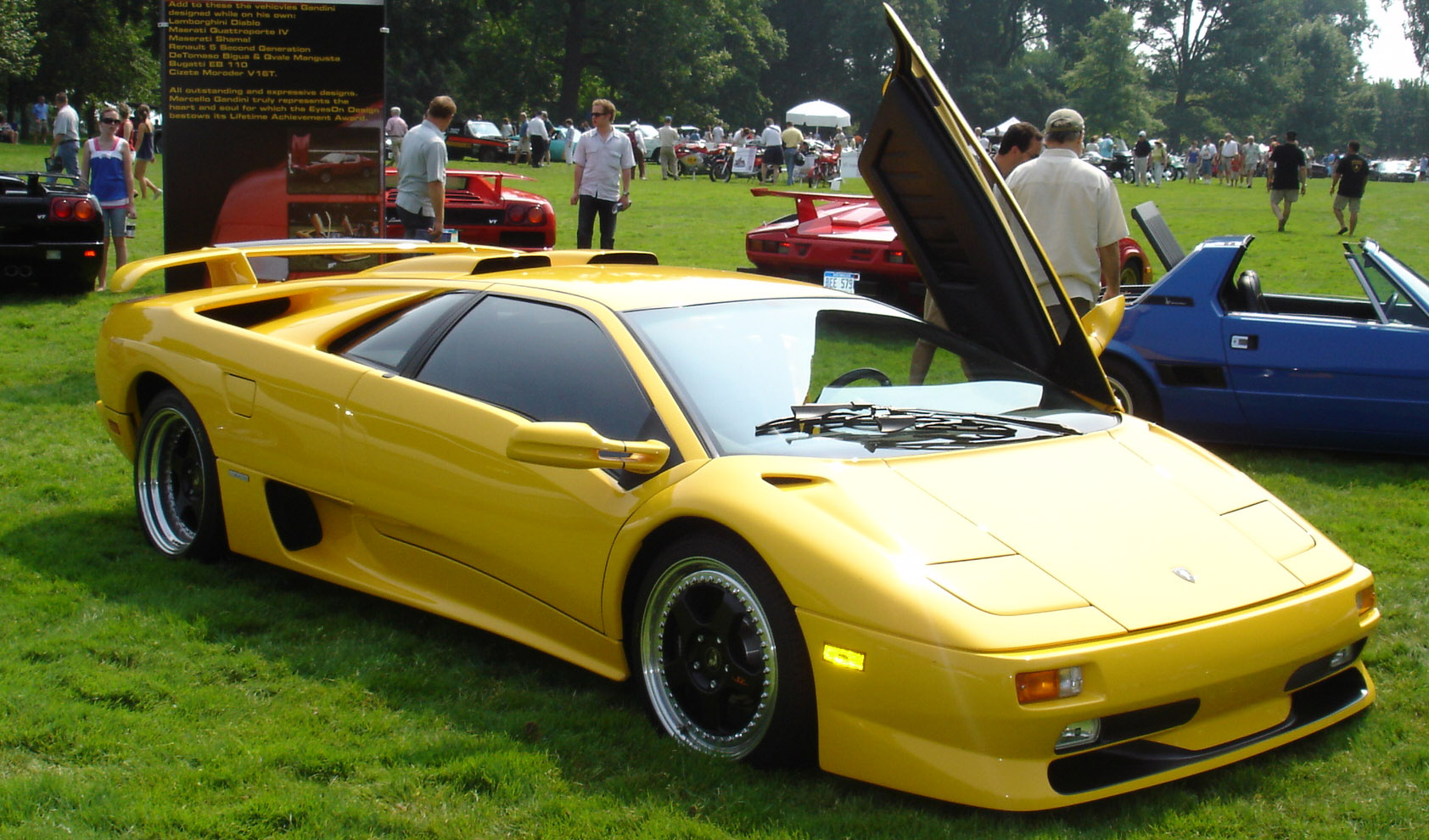
Lamborghini Diablo SV

Nel 1995 un nuovo modello va ad arricchire la gamma, è la Diablo SV o Super Veloce. Questa versione a trazione posteriore e sospensioni meccaniche, è equipaggiata con una specifica aggiornata del propulsore che ora raggiunge una potenza di 520 CV. Altre caratteristiche distintive sono i cerchi posteriori da 18", freni anteriori e posteriori maggiorati, quadro strumenti riprogettato, e un nuovo alettone regolabile a tre elementi nero, o personalizzabile del colore della carrozzeria. Viene inoltre montato un nuovo paraurti anteriore con prese d'aria rimodellate e nuove luci fendinebbia e, dal 1998, anche i caratteristici fari a scomparsa sono sostituiti da un nuovo tipo a vista. Ma il particolare più evidente di questa versione è senza dubbio il grande logo SV che occupa tutta la fiancata, comunque eliminabile al momento dell'ordine.

### Diablo VT e VT Roadster seconda serie (1999)

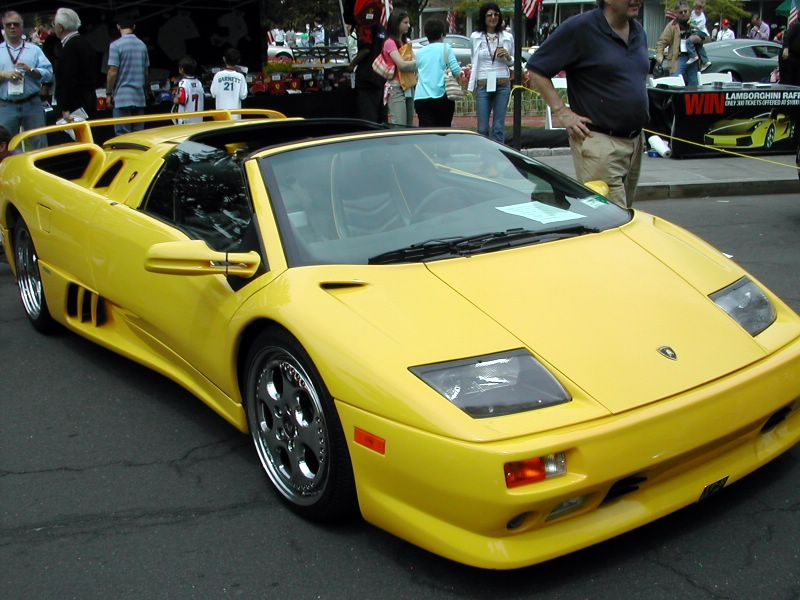
Lamborghini Diablo VT Roadster 2ª serie

La seconda serie della VT coupé e VT Roadster è essenzialmente un aggiornamento stilistico. Vengono adottate le luci scoperte della Sport Veloce e nuovi cerchi da 18" sui due assi, e anche gli interni vengono ridisegnati, mentre sul piano meccanico si registra il potenziamento dell'impianto frenante con l'introduzione dell'ABS.
Il motore V12 da 5,7 litri sviluppa ora una potenza di 530 CV, ed è inoltre equipaggiato con il variatore di fase, che ne migliora il rendimento, riducendo consumi ed emissioni. Leggermente migliorate le prestazioni, con un tempo di accelerazione 0–100 km/h che scende sotto il muro dei 4 secondi. Nonostante il notevole investimento economico affrontato per questi aggiornamenti, la Lamborghini sospende la produzione della versione VT dopo appena un anno.

### Diablo SV seconda serie (1999)

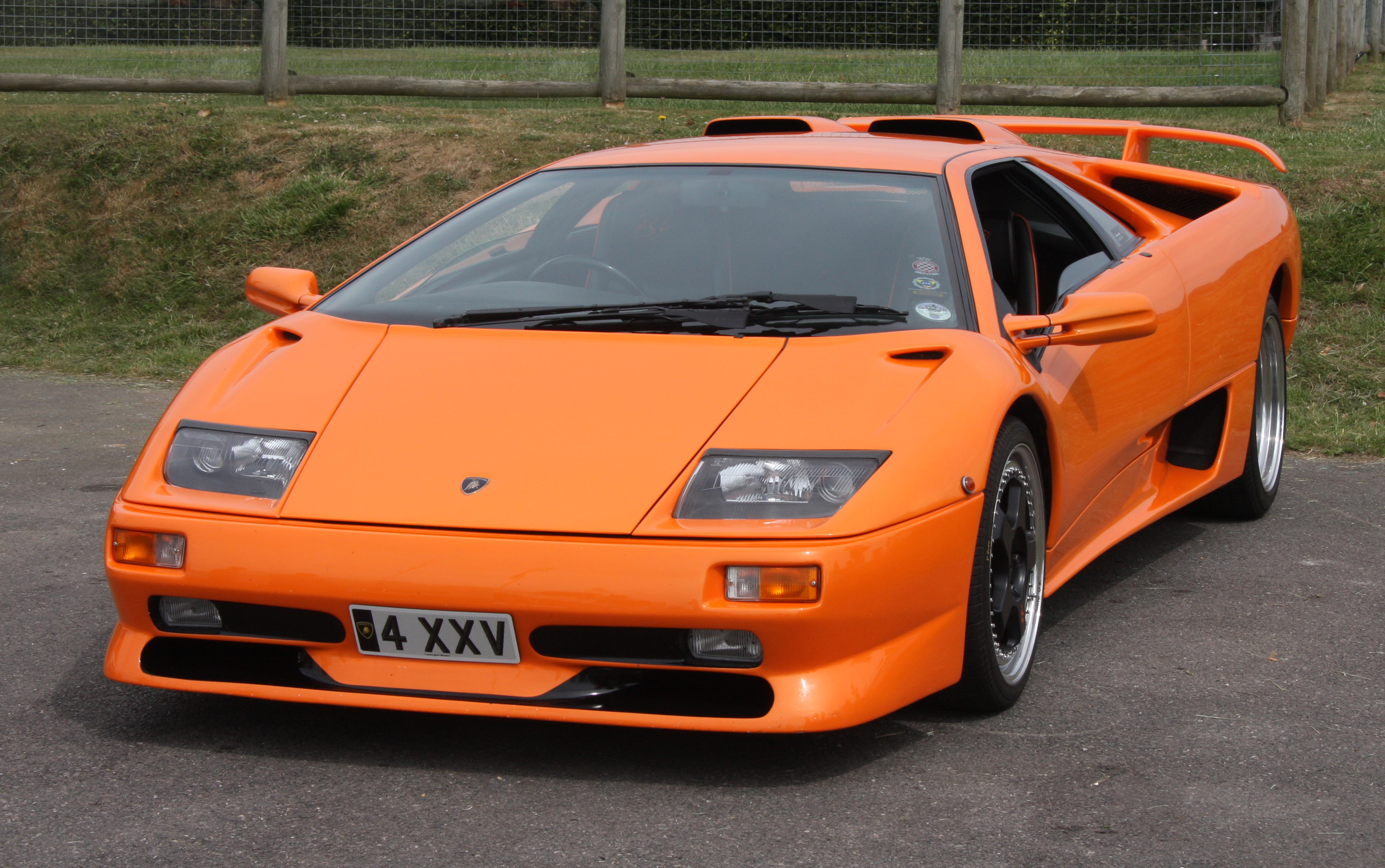
Lamborghini Diablo SV 2ª serie

Come per le versioni aggiornate della VT coupé, e VT Roadster, anche per la Super Veloce seconda serie i cambiamenti principali sono di tipo estetico: corpo vettura ridisegnato in alcuni particolari: fari a vista, nuove ruote da 18", freni potenziati con ABS e nuovo motore da 530 CV con tecnologia VVT. Anche la SV seconda serie venne prodotta solo nel 1999.

### Diablo GT (1999)

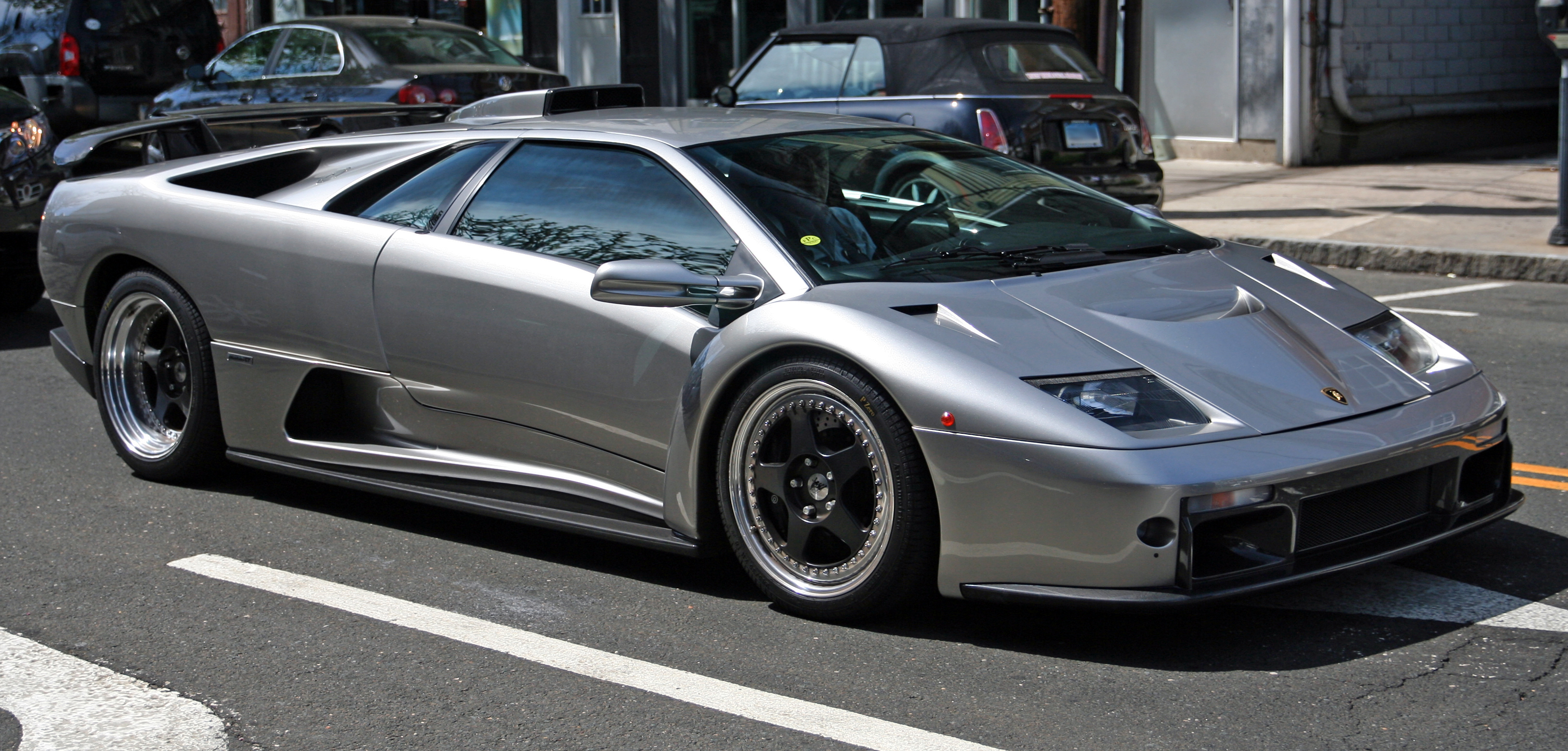
La Lamborghini Diablo GT

Se la Super Veloce era già una versione pressoché pronta per la pista, la Diablo GT si spingeva ben oltre.
Il suo progetto derivava infatti da un prototipo (denominato GT1), espressamente sviluppato per le gare di durata, ma che non corse mai.
Questo modello a trazione posteriore con carrozzeria realizzata in gran parte in fibra di carbonio e le porte in alluminio, venne prodotto in appena 80 unità e fu ufficialmente venduto solo in Europa.
Il motore 12 cilindri venne portato alla cilindrata di 5992 cm³ da  5707 cm³, allungata la corsa del pistone da 80 a 84 millimetri, poi furono cambiate le valvole di aspirazione e scarico e migliorato il sistema di fasatura delle valvole stesse. Il risultato fu un motore da 575 CV (423 kW) a 7300 giri/min. e coppia massima di 630 N·m (64 kgm) a 5500 giri/min. che spingeva la Diablo GT fino alla velocità di 338 km/h con scatto da 0 a 100 km/h in appena 3,7 secondi. Tra gli optional era offerta anche la scelta di una differente rapportatura del cambio, più corta, capace di abbassare il tempo sullo 0–100 km/h a soli 3"4, e il Lamborghini ENCS (Exhaust Noise Control System), un sistema di scarico speciale che aumentava la velocità massima fino a 340 km/h.
Molte le modifiche introdotte:
- Restyling della carrozzeria
- Impronta al suolo maggiorata all'anteriore
- Dischi freni potenziati
- Sospensioni da corsa ribassate e migliorate
- Cambio a 5 marce + RM con rapporti personalizzabili dal cliente
- Peso ridotto (1460 chilogrammi contro i 1570 della Diablo SV)
- Nuovi interni sportiviDettaglio posteriore di una Diablo GT

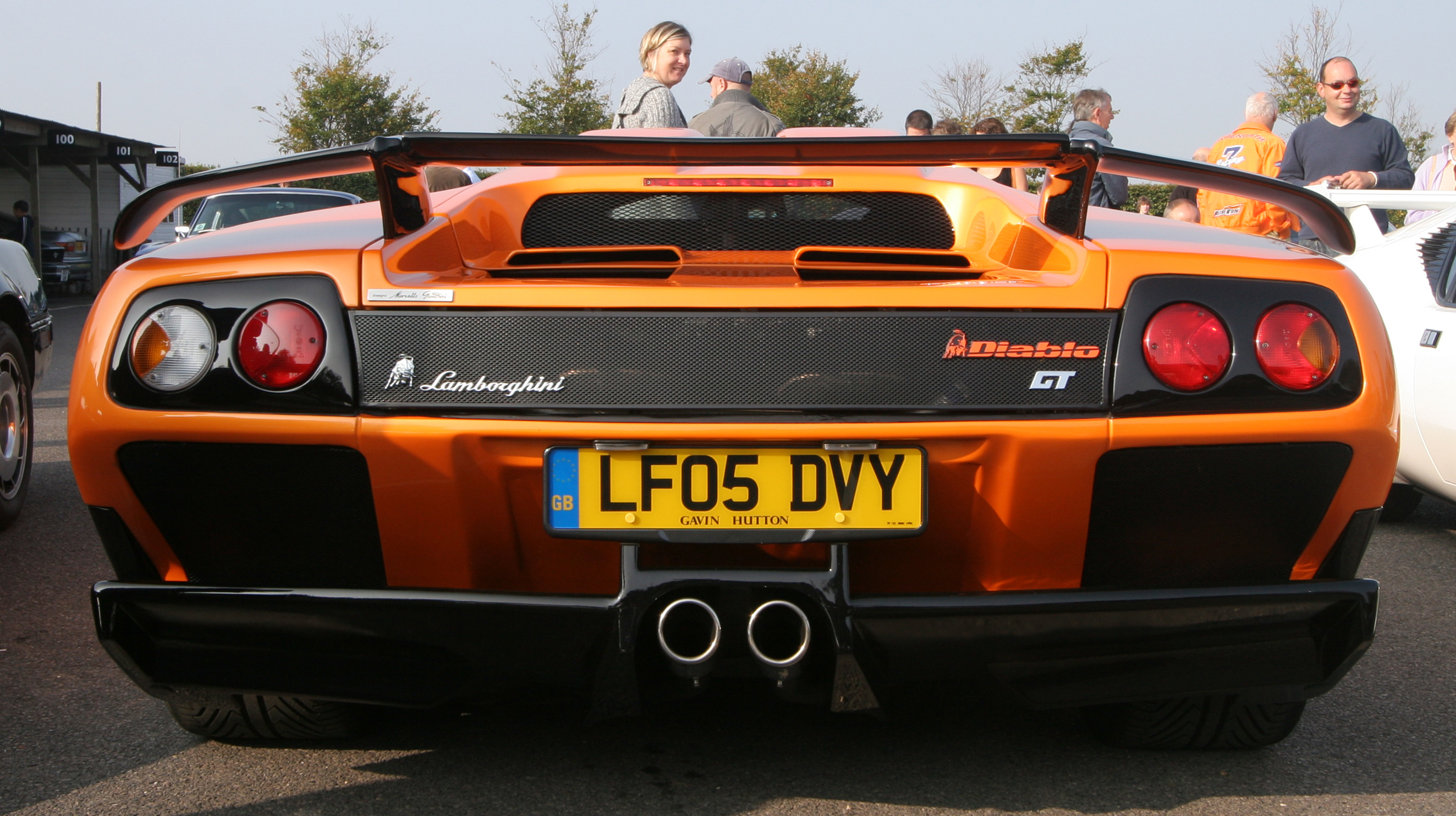
Dettaglio posteriore di una Diablo GT

In particolare gli aggiornamenti aerodinamici comprendevano un nuovo taglio per il paraurti anteriore, la vistosa presa d'aria sul cofano adottata già sulla SE 30 Jota, dei nuovi parafanghi anteriori svasati e un profilo estrattore modificato per il fondo-vettura. Gli interni, particolarmente curati, presentavano rivestimenti in pelle e alcantara con elementi in fibra di carbonio, volante sportivo di diametro inferiore al modello standard e sedili da gara con cinture di sicurezza a 4 punti di ancoraggio. Completavano la dotazione di serie l'impianto di climatizzazione e il navigatore satellitare GPS con display sulla console centrale che, collegato ad una telecamera posta sul retro della vettura, poteva essere utilizzato per facilitare le manovre in retromarcia. Infine era disponibile come optional il sistema di protezione a doppio airbag. Vennero prodotti 80 esemplari.

### Diablo VT 6.0 terza serie (2000–2001)

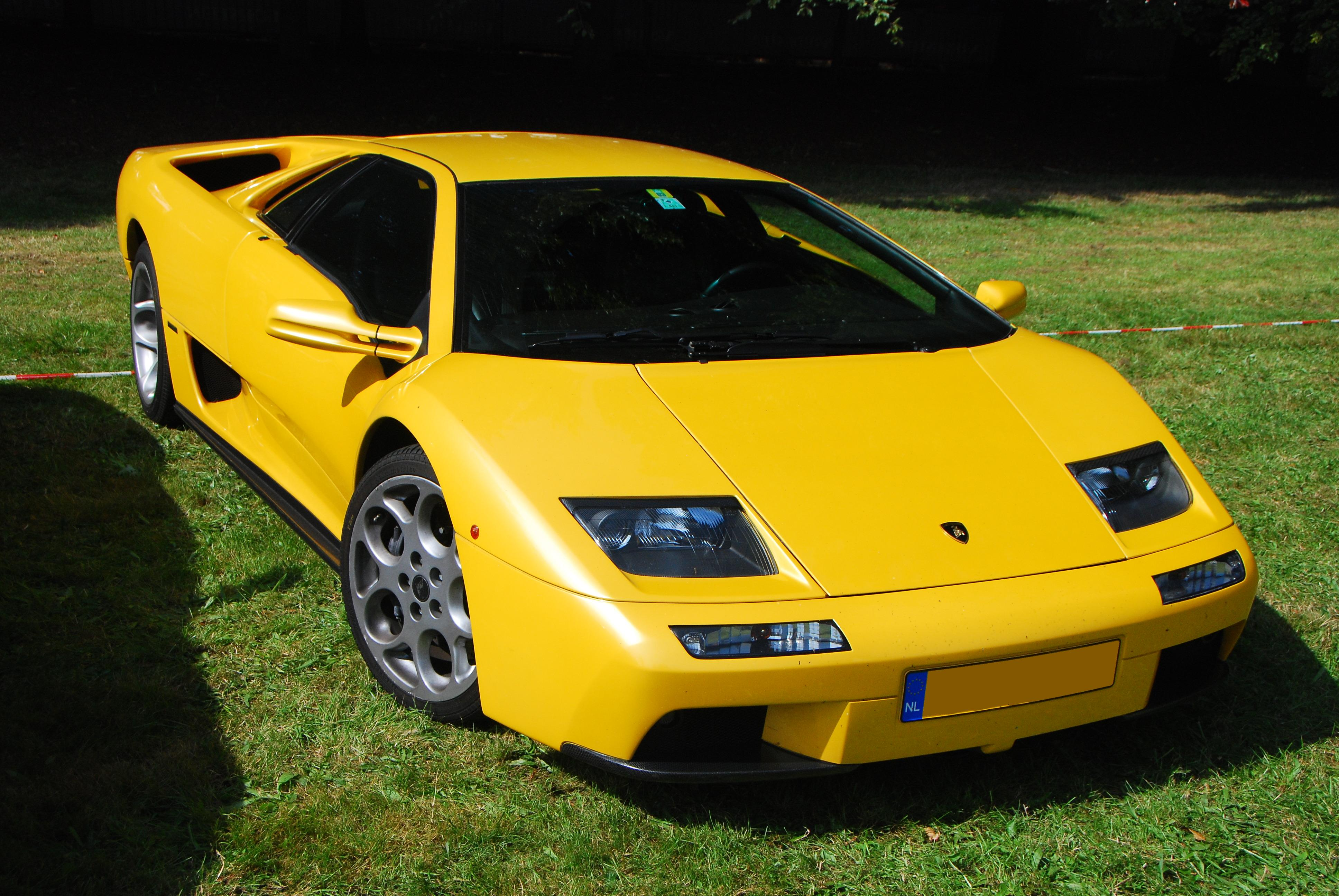
La Lamborghini Diablo VT 6.0

Dopo l'entrata del marchio Lamborghini nel gruppo Audi AG a metà degli anni novanta, la nuova proprietà preferì congelare i programmi di sviluppo per l'erede della Diablo, decidendo di continuare a puntare sulla collaudata sportiva. La VT 6.0 fu il primo e ultimo restyling veramente intensivo implementato dalla nuova proprietà, perlopiù un aggiornamento estetico del modello esistente.

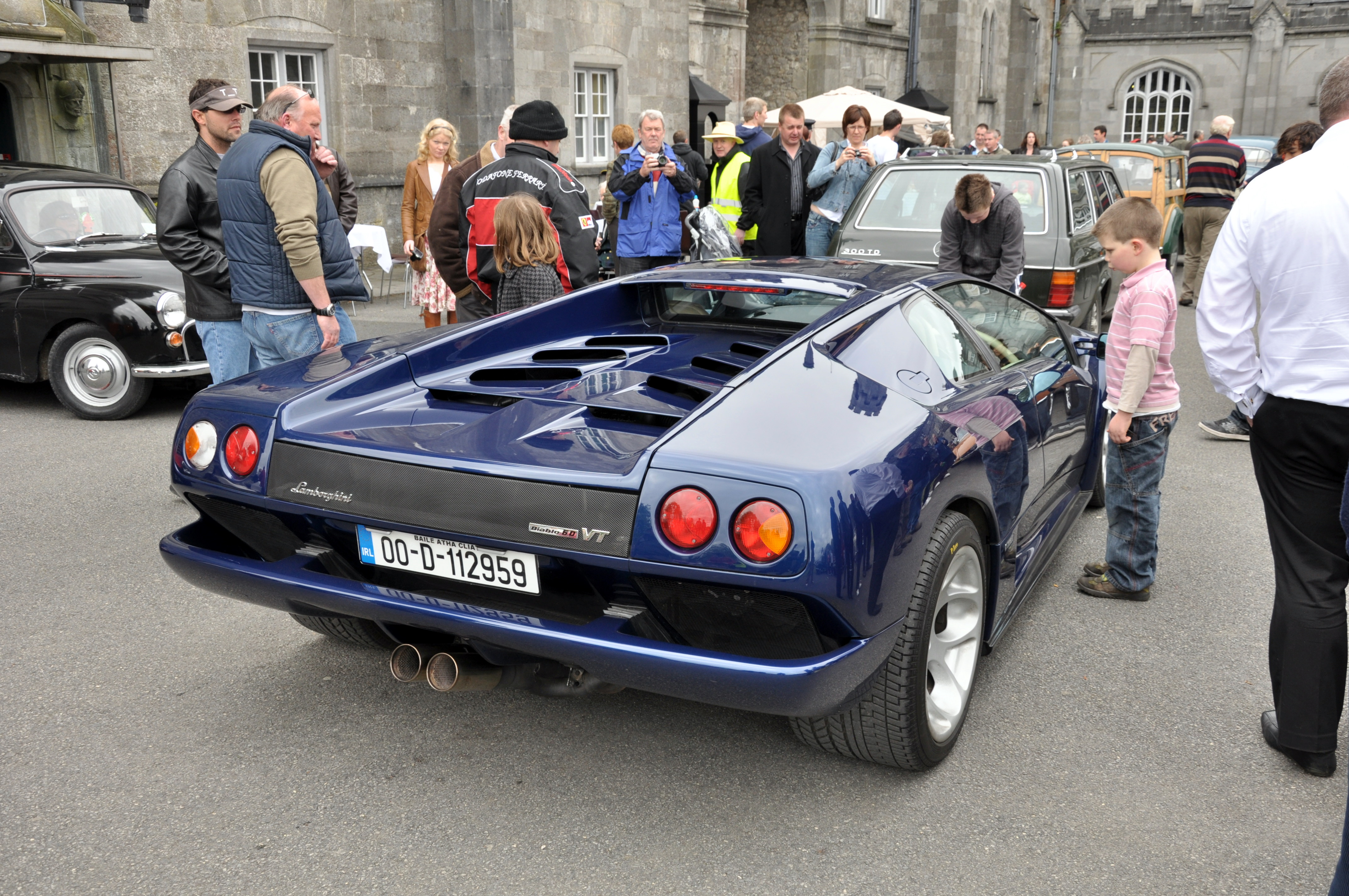
Posteriore di una Diablo VT 6.0

Vennero apportati  cambiamenti stilistici sia alla carrozzeria che agli interni, al paraurti anteriore, alle prese d'aria e al frontale. Vennero anche ridisegnati il quadro strumenti, i sedili e la leva del cambio. Inoltre, l'ormai datato V12 5.7 fu sostituito da una versione più evoluta. Il nuovo motore da 6 litri, controllato da una versione aggiornata del software, derivava dall'unità montata sulla Diablo GT, ed era di per sé  una versione affinata del vecchio 5.7 litri. Le modifiche principali consistevano nel nuovo sistema di aspirazione e scarico, controllato da un sistema di valvole a fasatura variabile perfezionato, e nel montaggio di alberi a camme leggermente meno aggressivi rispetto a quelli usati per la GT. Il risultato fu un rilascio più graduale della potenza sulle ruote motrici posteriori. Inoltre, gli ingegneri Audi apportarono migliorìe alla trazione integrale, partendo dall'esperienza maturata con l'Audi quattro.  Modifiche minori interessarono le sospensioni, e i cerchi da 18 pollici furono ridisegnati. Un piccolo numero di VT 6.0 fu costruito, a richiesta dei clienti, con la sola trazione posteriore.
Questa versione venne prodotta solo dal 2000 al 2001 in 260 esemplari, marcando l'ultimo periodo di presenza del modello sul mercato, prima della definitiva sostituzione con la Murciélago.
Ecco una panoramica delle maggiori modifiche introdotte:
- Corpo vettura quasi interamente in carbonio
- Motore V12 da 6.0 litri
- Sistema di scarico migliorato
- Nuovo microprocessore a 32 bit per la gestione del motore
- Telaio aggiornato
- Battistrada incrementato all'anteriore e al posteriore
- Interni completamente ridisegnati
- Nuovo impianto di climatizzazione
- Nuove ruote in lega di magnesio

Di questo modello vennero anche prodotti due unità speciali nel 2001.

### Diablo Millennium Roadster (2000) - Diablo VT 6.0 Special Edition (2001)
Sebbene la produzione di serie della Diablo fosse terminata nel 2000, Audi decise di produrne altre due versioni a tiratura limitata, per dare a questo modello, un finale di carriera in grande stile. La prima, denominata Millennium Roadster, vestiva il corpo vettura dell'ultima VT Roadster ma mancavano sia la trazione integrale del modello VT che le sospensioni computerizzate. Era verniciata con un colore che Lamborghini definiva "Argento metallizzato Millennium" e presentava speciali dotazioni come lo spoiler posteriore in carbonfibra, con sezione centrale trasparente.
Un'edizione speciale della Diablo 6.0 venne presentata al pubblico al Motor Show di Ginevra del 2001. La VT 6.0 Special Edition era per lo più un'evoluzione del modello ridisegnato dall'Audi nel 2000. Le innovazioni peculiari erano principalmente di carattere estetico e includevano due verniciature a scelta del cliente: "Oro Elios", una speciale tinta oro metallizzata e "Marrone Eklipsis", un marrone scuro metallizzato. I colori interni erano in sintonia con la verniciatura. Gli inserti a vista, in fibra di carbonio, sia interni che esterni, vennero realizzati con uno speciale filo di titanio, che crea un particolare effetto iridescente.  Sia i sedili che il cruscotto erano rivestiti con una pelle speciale, e l'impianto stereo integrava sia DVD audio che sistema di navigazione. Furono in totale costruiti 42 esemplari, di entrambi i colori. Il veicolo marcava la definitiva uscita dal mercato per Diablo, dopo 11 anni di successi. Le specifiche tecniche della 6.0 SE rimangono invariate rispetto al modello del 2000.

## Edizioni speciali (1991-2000)
Lamborghini periodicamente realizzò versioni estreme a produzione molto limitata, anche più rare e sofisticate di versioni come SE 30, Diablo GT e Millennium Edition; questi modelli includono: la serie Alpine Edition che montava un avanzato sistema sonoro di diffusione Alpine, la VTR e VTR Roadster che usavano componenti di derivazione SE 30, una variante del SV a tema Victoria's Secret, una versione prodotta su misura per il miliardario Malcolm Forbes, la "Monterey Edition" SV esclusivamente per il mercato americano e i già citati Jota. Nel 1998 per celebrare i 35 anni della nascita della casa del Toro, vennero realizzati alcuni esemplari di Diablo 35º anniversario in serie numerata.

## Versioni da gara

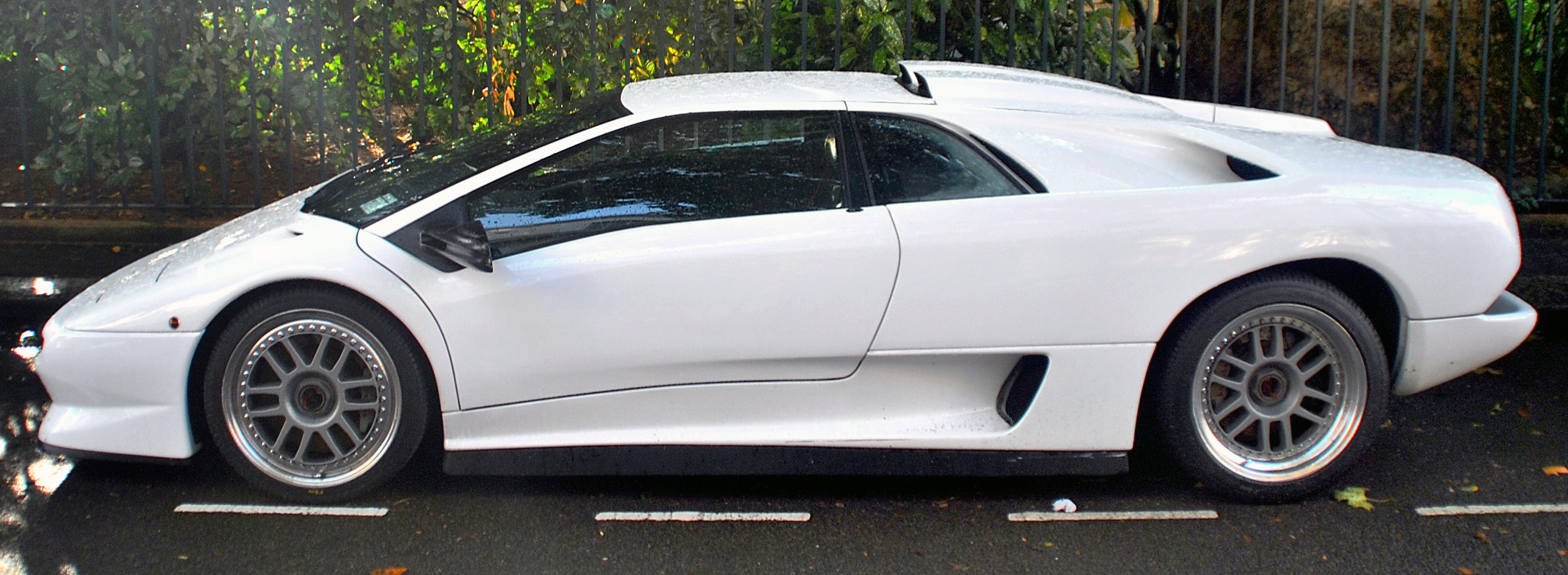
Una Diablo SV-R

Durante il lungo arco di vita dell'auto, furono prodotti anche diversi modelli da gara. Ci fu una prima versione realizzata per competere nella classe GT1 del campionato BPR Global GT Series divenuto poi Campionato FIA GT, due diverse versioni basate sulla classe GT2, e modelli da corsa generici denominati SV-R (da non confondere con la SVR) e SVS.

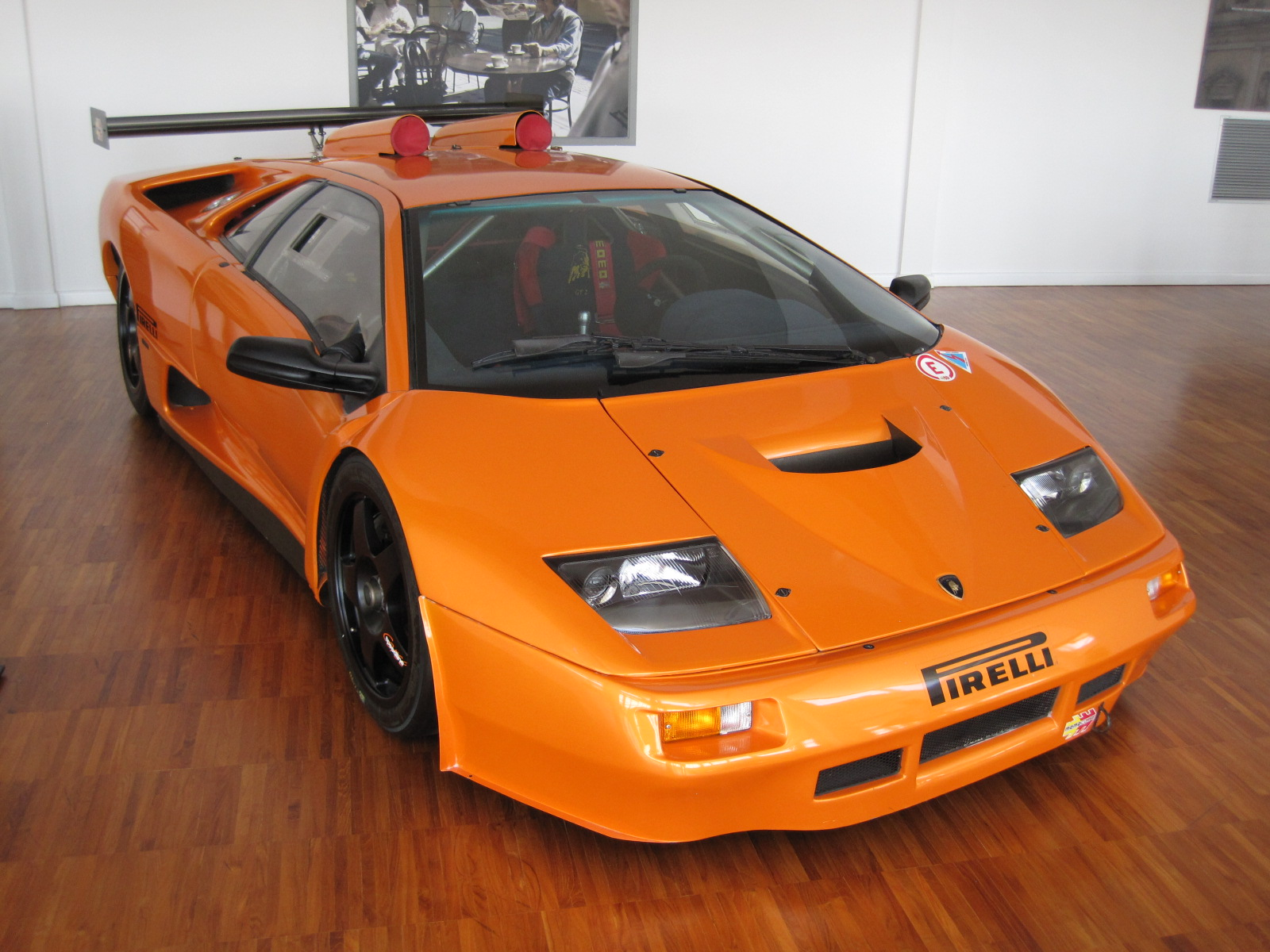
Una Diablo GT2 al Museo Lamborghini

- 1996 Diablo SVR, la Sport Veloce in edizione racing. Prodotta in 31 esemplari.
- 1997 Diablo Roadster R, a produzione molto limitata. 1 solo esemplare per gli Stati Uniti.
- 1997–98 Diablo GT1, solo 2 esemplari prodotti con i numeri VLA12001 e WLA12000. Il primo fu impiegato nel campionato giapponese JGTC, mentre il secondo rimase in esposizione presso lo stabilimento della Signes Advanced Technology, azienda che contribuì alla costruzione dei due modelli[4].
- 1998 Diablo GT2 (solo una unità), questo è in realtà il prototipo di fabbrica per la Diablo GTR.
- 1998 Diablo GTR (30 esemplari prodotti nel 2000), presentata al Motor Show di Bologna del 1999. Dotata di un propulsore V12 6.0 dalla potenza di 590 CV. Ciò garantiva un'accelerazione da 0 a 100 kn/h in 3,4 secondi e una velocità massima di 348 km/h.

## La Diablo nei reparti di polizia
La polizia sudcoreana ha ricevuto in dotazione una Lamborghini Diablo VT del 1998 nel proprio parco veicoli.

## Motorizzazioni[6]
| Modello | Disponibilità    | Motore  | Cilindrata (cm³) | Potenza         | Coppia Massima (Nm) | Emissioni CO2 (g/km) | 0–100 km/h (secondi) | Velocità max (km/h) | Consumo medio (km/l) |
| ------- | ---------------- | ------- | ---------------- | --------------- | ------------------- | -------------------- | -------------------- | ------------------- | -------------------- |
| 5.7     | dal 1990 al 1997 | Benzina | 5707             | 362 Kw (492 Cv) | 580                 | n.d                  | 4,1                  | 325                 | 5,2                  |
| 5.7 VT  | dal 1997 al 2000 | Benzina | 5707             | 390 Kw (530 Cv) | 605                 | n.d                  | 3,8                  | 320                 | 3,7                  |
| 6.0     | dal 2000 al 2001 | Benzina | 5992             | 405 Kw (550 Cv) | 620                 | n.d                  | 3,9                  | 335                 | 3,7                  |
| 6.0 GT  | dal 1999 al 2000 | Benzina | 5992             | 423 Kw (575 Cv) | 630                 | n.d                  | 3,7                  | 338                 | 3,7                  |

## Unità prodotte[1]
| Versione           | Anni di produzione | Esemplari |
| ------------------ | ------------------ | --------- |
| Diablo             | dal 1990 al 1998   | 873       |
| Diablo VT          | dal 1993 al 1998   | 529       |
| Diablo SE          | dal 1993 al 1994   | 157       |
| Diablo SV          | dal 1995 al 1999   | 346       |
| Diablo VT Roadster | dal 1995 al 1998   | 468       |
| Diablo SVR         | 1996               | 34        |
| Diablo GT          | dal 1999 al 2000   | 83        |
| Diablo GTR         | dal 1999 al 2000   | 32        |
| Diablo 6.0         | dal 2000 al 2001   | 337       |
| Diablo 6.0 SE      | 2001               | 42        |
| Totale             | Totale             | 2903      |